# Renata Abreu
Renata Hellmeister de Abreu Melo (São Paulo, 15 de abril de 1982) é uma administradora de empresas, advogada e política brasileira.
É presidente nacional do Podemos (PODE) e deputada federal por São Paulo desde 2015, quando foi eleita com 86.647 votos. Na eleição de 2018, foi reeleita com 161.239 votos. Foi líder da bancada do partido, que conta com 13 deputados. Única mulher no Colégio de Líderes da Câmara Federal. É autora do projeto de lei que resultou na Lei 13.931/2019, que aumenta a segurança das mulheres vítimas de violência.

## Biografia
Renata Hellmeister Abreu nasceu em 15 de abril de 1982 em São Paulo. Casada e tem três filhos, Felipe, Rafael e José. É filha de José Masci de Abreu, deputado federal por dois mandatos, e sobrinha do ex-deputado Dorival de Abreu, parlamentar cassado pela ditadura e preso político com cassação de direitos. É formada em Direito pela Universidade Presbiteriana Mackenzie, com pós-graduação em Direito Eleitoral, e administração de empresa na Fundação Getúlio Vargas.
Em 2014, na época presidente nacional do Podemos, quando doações de empresas ainda eram permitidas, Renata Abreu contou com repasses indiretos de OAS e Andrade Gutierrez, além da JBS, investigadas na Operação Lava Jato.
Votou a favor do Processo de impeachment de Dilma Rousseff. Já durante o Governo Michel Temer, votou a favor da PEC do Teto dos Gastos Públicos. Em abril de 2017 foi favorável à Reforma Trabalhista. Em agosto de 2017 votou a favor do processo em que se pedia abertura de investigação do presidente Michel Temer.
Em 2018, foi reeleita para o cargo de deputada federal, com 161.239 votos. Em julho de 2019, votou a favor da Reforma da Previdência proposta pelo governo Bolsonaro. Em dezembro de 2019, foi sancionada a Lei 13.931/2019 que se originou do Projeto de Lei 2538/2019 de sua autoria, para que os casos em que houver indícios ou confirmação de violência contra a mulher atendida em serviços de saúde públicos e privados sejam comunicado às autoridades policiais em até 24 horas.
Em 2022, foi reeleita novamente para o cargo de deputada federal, com 180.247 votos.
Em setembro de 2024, a deputada passou a ser investigada pela PGR por conta de emendas parlamentares destinadas a cidades no interior de São Paulo. Uma "emenda PIX" para a realização de evento esportivo na cidade de São Paulo também foi alvo de escrutínio pela CGU.